# 渋谷飛鳥
渋谷 飛鳥（しぶや あすか、1988年7月13日 - ）は、日本のタレント、女優。
新潟県新潟市北区（旧：豊栄市）出身。
事務所はオスカープロモーション → HONEST。

## 来歴
堀越高等学校卒業。
2002年8月、第8回『全日本国民的美少女コンテスト』のグランプリを受賞し、芸能界デビュー。
2003年8月、『全日本国民的美少女コンテスト』の第8・9回本選出場者からなる21人組アイドルユニット美少女クラブ21（後に31人に増え、美少女クラブ31）を結成し、阪田瑞穂と共にグループのリーダーを務めた。
2006年4月、『渡る世間は鬼ばかり』第8シリーズからえなりかずき演じる小島眞の彼女·吉野杏子役を演じた。
2022年5月27日、同年2月に一般男性と結婚したことを報告。

## 人物
趣味は食品サンプル作り。憧れの女優は、樹木希林、野際陽子、室井滋。

## 出演

### テレビドラマ
- 昨日の友は今日の敵?（2004年1月5日 - 2月9日、NHK総合） - 日高ゆうか 役
- 怪奇大家族（2004年10月4日 - 12月26日、テレビ東京） - 忌野恐子 役
- 水曜ミステリー9 / 約束〜いつか、虹の向こうへ（2005年8月3日、テレビ東京） - 高瀬早希 役
- 渡る世間は鬼ばかり （第8シリーズ以降、TBS） - 吉野杏子 役
- アテンションプリーズ（2006年6月27日、フジテレビ） - 新人訓練生 役
- 自転車少年記（2006年11月23日、テレビ東京） - カナデ 役
- 病院のチカラ〜星空ホスピタル〜（2007年4月7日 - 5月12日、NHK総合） - 栗原瞳 役
- 新幹線ガール（2007年7月4日、日本テレビ） - 日下部めぐみ 役
- 肩ごしの恋人（2007年7月5日 - 9月6日、TBS） - 秋山奈々子 役
- 霧の火 樺太・真岡郵便局に散った九人の乙女たち（2008年8月25日、日本テレビ） - 指田キミ 役
- ゴーストフレンズ（2009年4月2日 - 6月4日、NHK総合） - 柴田ナオ 役
- ハンチョウ〜神南署安積班〜（2009年4月13日 - 7月20日、TBS） - 安積涼子 役
- 橋田壽賀子ドラマ となりの芝生（2009年7月1日 - 9月16日、TBS） - 秋野聡子 役
- 名探偵コナンドラマスペシャル（2011年4月15日、読売テレビ） - 和倉琴美 役
- ハンチョウ〜神南署安積班〜シリーズ4 第8・11・12回（2011年5月30日・6月20日・27日、TBS） - 安積涼子 役
- 月曜ゴールデン / 税務調査官・窓際太郎の事件簿22（2011年6月27日、TBS） - 首藤三穂 役
- 金曜プレステージ / 浅見光彦シリーズ45「志摩半島殺人事件」（2012年7月20日、フジテレビ） - 岩崎夏海 役
- 水曜ミステリー9 / 捜査検事・近松茂道12（2012年8月22日、テレビ東京） - 白石鈴子 役
- 東京全力少女（2012年10月10日 - 12月19日、日本テレビ） - 山本ゆかり 役
- 雲の階段 第4 - （2013年5月8日 - 、日本テレビ） - 金川順子 役
- 土曜ワイド劇場 / 遺品の声を聴く男4（2013年5月25日、朝日放送） - 長谷川香織 役
- 潔子爛漫〜きよこらんまん〜（2013年9月2日 - 10月25日、東海テレビ） - 木村千代 役
- 月曜ゴールデン / 浅見光彦シリーズ33「蜃気楼」（2013年9月16日、TBS） - 梶川優子 役
- 刑事のまなざし 第6話（2013年11月11日、TBS） - 水野愛子 役
- 金曜プレステージ / 塔馬教授の天才推理2「湯殿山麓ミイラ伝説殺人事件」（2014年9月19日、フジテレビ） - 梓川あずさ 役
- 警部補・杉山真太郎〜吉祥寺署事件ファイル 第9話（2015年3月9日、TBS） - 狭山祥子 役
- 月曜ゴールデン / 捜査指揮官 水城さや3「全ての責任は私が、とります!」（2015年5月25日、TBS） - 宮田千穂 役
- 土曜ワイド劇場 / 西村京太郎トラベルミステリー64「仙台・青葉の殺意」（2015年8月15日、テレビ朝日） - 北村明子 役
- 科捜研の女 第15シリーズ 第3話（2015年10月29日、テレビ朝日） - 今西舞 役
- 警視庁捜査一課9係 season11 第2話（2016年4月13日、テレビ朝日） - 音川美波 役
- 月曜名作劇場 / ミステリー作家・朝比奈耕作シリーズ「花咲村の惨劇」（2016年6月6日、TBS） - 花柳四穂美 役
- 水曜ミステリー9 / 金沢のコロンボ3「ミス着物殺人…」（2016年8月17日、テレビ東京） - 岡林夏美 役
- ミステリースペシャル / おとり捜査官20（2017年7月6日、テレビ朝日） - 木下若菜 役
- 伝七捕物帳2 第5回（2017年9月1日、NHK BSプレミアム） - 美穂 役
- 日曜ワイド 管理官 明石美和子 十四番目に来た女（2018年3月4日、テレビ朝日） - 木野多恵 役
- 科捜研の女 SEASON21 第5話（2021年11月18日、テレビ朝日） - 佐光真奈美 役

### バラエティほか
- GIRLS A GOGO!（2003年10月 - 2006年9月、テレビ朝日 / BS朝日ほか）
- 夏のテレビクラブ「ケータイ社会の落とし穴」（2005年8月、NHK教育）
- ふたりでマゴまご!〜孫といっしょに初めての挑戦〜（2006年9月、NHK総合）
- オールスター感謝祭（2006年9月30日、TBSテレビ系）
- 恋愛百景（2006年10月 - 2009年9月、テレビ朝日系）
- 世界ウルルン滞在記（2007年6月、毎日放送）
- 浜田警察24時（2007年9月、読売テレビ）
- 最後の忠臣蔵 ゆかりの地を訪ねて（2009年12月5日、テレビ東京）[6]
- きずな（2011年1月 - 6月、群馬テレビ） - MC
- 「劇場版 NARUTO -ナルト- ブラッド・プリズン」公開記念特番（2011年7月、テレビ東京） - レポーター
- 歴史秘話ヒストリア（2013年4月3日、NHK総合） - 千姫 役
- SUPER GT+（2018年4月1日 - 、テレビ東京） - レポーター(レギュラー出演)
- にっぽん百低山（NHK総合）
  - 「弥彦山・新潟」(2022年7月20日） - ゲスト
  - 「角田山・新潟」(2022年7月27日） - ゲスト
- ニッポンぶらり鉄道旅 「三重県われらの新名所 近鉄名古屋線・三岐鉄道」(2022年11月10日、NHK総合）

### 映画
- デビルマン（2004年10月） - ミーコ 役
- フライ,ダディ,フライ（2005年7月） - 三浦直子 役
- 神の左手 悪魔の右手（2006年7月） - 主演・山辺泉 役
- 真夜中の少女たち 第3話「クラッシュ・ザ・ウインドウ」（2006年8月） - 主演・中村佳織 役
- 仮面ライダー×仮面ライダー W&ディケイド MOVIE大戦2010（2009年） - 睦月安紗美 役
- てやんDays（2012年9月）

### webドラマ
- it's your choice #4 希望の党☆（2006年、総務省） - 宮下万里江 役
- ウルトラマンオーブ THE ORIGIN SAGA（2016年12月26日 - 2017年3月13日、Amazonプライム・ビデオ） - リッカ 役

### オリジナルビデオ
- 希望の党☆（2005年、総務省、明るい選挙推進協会） - 娘 役
- 射る眼〜猟奇殺人の記憶〜（2005年、Softgarage） - シュウ 役
- 射る眼〜甦える殺意〜（2006年、Softgarage） - シュウ 役

### ラジオ
- ブロードバンド!ニッポン 渋谷飛鳥 瞳でネット。（2003年10月8日 - 2007年3月26日、LFX mudigi）
- Beautiful Radio 美少女クラブ31（2004年10月 - 2005年3月、ニッポン放送）

### OVA
- 鴉 -KARAS-（2005年、DVD） - ヒナル 役

### CM
- NEC「VALUESTAR」（2002年10月）
- タカラ「e-kara」（2004年5月）
- サトウ食品「サトウの切り餅」「サトウのごはん」（2004年9月）

### 舞台
- 忠臣蔵〜いのち燃ゆるとき〜 （2007年3月3日 - 4月22日、明治座） - おさち役
- エドの舞踏会 （2007年12月1日 - 23日、御園座 / 2008年2月3日 - 29日、明治座） - 伊藤生子役
- 最後の忠臣蔵 （2009年12月2日 - 24日、明治座） - 可音役
- 菊次郎とさき（2012年3月 - 5月） - 北野安子 役
- HYBRID　PROJECT　Vol.12 「大江戸バックドラフト」お弥名役（2014年10月、紀伊國屋ホール）

## 作品

### イメージDVD
- 美少女クラブ31 ファーストDVD Making of Bisyoujyo Club 31（2004年11月24日発売）
- 渋谷飛鳥 大切なあなたへ（2005年1月25日発売）[7]

## 書籍

### 雑誌連載
- 渋谷飛鳥の「渡・鬼日記」鬼どぉ? 愛楽（KI・DO・AI・RAKU）（『月刊デ・ビュー』毎月1日発売）